# 夢ヶ丘市
夢ヶ丘市（ゆめがおかし）はアニメ『おねがいマイメロディ』シリーズに登場する架空の都市である。

## 概要
『おねがいマイメロディ』シリーズの登場人物である夢野歌たちが住む、周りを山に囲まれたニュータウンであり、市の一角には、「鍛冶屋町」、「お屋敷町」など、昔からの古い町もある。
歌たちが通う学校（夢ヶ丘学園）以外には、小暮の陸上競技の中学校地区大会で「隣野（TONARINO）学園」が存在するが、他には“あっちの（ATCHNO）”、“こっちの（KOTCINO）”、“どっちの（DOTCHNO）”などの学校も存在している。
“ホルン”が町の上空にあるため、人間界ではマリーランドと最も密接に関りあいを持つ町となった。ダークパワーの曲が完成し、柊が演奏した際にはダークパワーに侵食されて欲望が暴走し、変貌の中心地となった。
本作の人間界にはサンタクロースが実在し、世界のどこか秘密の場所に住んでいる。また、夢ヶ丘市には地域密着型の神様“茄子の神様”もいるが、別に信仰されてはいない模様。

## 施設、建物
コンサートホール
歌が音楽部の先輩と出た演奏会が行われた会場。クロミの悪夢魔法で最初の被害者になり、歌とマイメロとが初めて出会った場所である。
美術館
高嶺りゅうぞうが、自分の作品の展覧会を開く会場として使用された。柊はマイメロからタクトを奪う為に歌を美術鑑賞に連れ出している。
骨董屋
街の電気屋では部品が無くレコードプレーヤーの修理を断られるが、骨董屋なら修理できると教えられ、店主の柳谷に修理してもらう。
テレビ局
市内には真菜の叔父さんが勤めるテレビ局があり、特撮ヒーロー「ガッツマン」の撮影を行っている。他にも様々なドラマが撮影されていた。
電波塔
高台にあるテレビ局の屋上に設置された電波塔。100個の黒音符を溜め込んだバクが、世界が滅びるのを防ぐために、逃げてきた先にあったのが電波塔であった。ここで、柊に黒音符を奪われ、ダークパワーの曲が完成してしまう。
柊はここでダークパワーの曲を演奏し、世界を混乱させた。柊に近寄るものはダークパワーで阻まれる。その後、ダークパワーの精が柊を支配すると、第二楽章を弾き始めた。
教会
クロミの悪夢魔法で召喚された柊が、三条美菜に無理やり連れて行かれた場所。
無人島
歌たちが海水浴で訪れた夢ヶ浜の近くにある柊家所有の島。菊池がマイメロたちも自由に遊べる人のいない所として案内した。この島には、好きな人と一緒に流星を見たら、恋人同士になれるとか永遠に一緒にいられる伝説がある。夢ヶ浜へは電車が通っている。
遊園地
柊が歌からマイメロの弱点を聞き出すため誘ったデートコースの1つ。ジェットコースターやお化け屋敷などの絶叫マシーンは、柊に全く通用しなかった。
映画館
映画『ハルノスケの動くアホ御殿』シリーズを上映し、歌や奏が映画を観に行っている。菊池の巨体化で一度破壊されたが、はりねずみくんにより復元される。柊とのデートでは、柊は自分と歌が座る席の列とその前後2列分の座席を買占め映画を観ている。
高級フレンチレストラン
柊が歌のデートで、店ごと貸切にした。そのとき歌は緊張する。食事中、柊の演奏を聞き入った歌は思わず涙を流してしまう。演奏後、柊の「マイメロって弱点とかあるの?」という質問に対し、歌は疑いもぜす答えてしまった。
たこ焼き屋
クロミやバクがよく寄る。歌が柊とのデートした時この店に立ち寄り、たこ焼きを知らない柊に食べ方を教えた。その後、ブラックカードで支払いを済ませようとして店主に驚かれる。この店でバクは、財布にお金がないのに気づかず注文し食べてしまったので、店主に捕まり警察署に連れて行かれてしまう。
神社
歌たちが参拝した神社の拝殿は、最も一般的な建築様式をした横拝殿である。初詣した後、マイメロと歌はおみくじを引く。マイメロは、巫女から不思議そうな目で見られていた。温泉旅行で人間界に来た王様一向が、旅行の前に夢野家に立ち寄ろうと、神社の上空を飛行していたところで出会っている。拝殿の裏には、説明書きの立て札のある“茄子の形をした石”があるが、そこが「なすびの神様」の人間界での祠になっている。
ビデオ店「DREAM VIDEO」
真菜が幼い時に見た映画「密林の美女と野獣」がDVDで復刻され、この店で買っている。
アホ御殿
夢野家の隣に一夜で築城されたが、悪夢魔法事件で壊された。現在の所在地は不明。
スーパーマーケット
パンダの「激安君」がマスコットのスーパーマーケット。激安タイムセールを行うため、バクのよく行く買物先になっている。
ゲームセンター
店内に設置されたUFOキャッチャーは、マイメロ一家の度胸試しの場になっている。また、街の中でマイメロとクロミのロボットが戦うゲームが置かれている。少年の「最高得点でクリアしたい」願いを叶え、クロミロボが勝利し、黒音符を得た。この時、クロミの悪夢魔法はダークパワーで強くなり、マイメロの「もーっとおねがい」も通用しなかった。
バスターミナル
街にはバスターミナルがあり、長距離バス「ヨモヤマ市」行きが運行されている。マイメロとフラットくんは、荷物が重くて傘が使えないので、バスで柊家まで行こうとするが、ヨモヤマ市行きの長距離バスとは知らずに乗ってしまう。
警察署
警察署で魔法騒動が起こったときに、メロディ・マークを付けられた。
出版社
歌の父・雅彦の「芥茶（あくちゃ）川賞」受賞の際に、複数の出版社の存在が判明した。
ブランド
「ヴェトン」や「ヘルメス」などの高級ブランドが存在し、奏が欲しいアイテムを揃えている。
公園
ごく普通の公園だが、各人にあまり良くない出来事が起こっている。
- マイメロは、野良猫ミーちゃんに追いかけられた。
- リズムくんとおじいちゃんは、いちゃつくカップルの姿を観察した。
- 歌と奏は、琴の願いを叶えてもらうために、強い私欲で夢のオーラを発生させクロミを召喚し、マイメロと一緒に土下座して頼むが、断られた。
- クロミとバクは、公衆便所の性別マークにメロディ・マークを貼られ、悪夢魔法を破られた。

暴走族
夢ヶ丘市にも存在するが、スクーターにヘルメットをかぶり、集団でまったく気合いの入っていない運転をしているだけで、暴走族の全盛期に比べれば大人しい。
メゾン・ド・アンダードック
『すっきり♪』第6話から登場したクロミ、バク、エレファント55世の3人が住むアパート。日本語に直すと「かませ犬荘」（「負け犬荘」）という意味。その後、斑鳩先生、柿崎、永代橋ら人間も住み始める。
黒音符の力で暴走したうちわによって破壊されたが、元に戻っている。今度は巨大化した歌に再度破壊された。そして、負け犬荘の開かずの間には巨大なト音記号の形をした黒音符らしき物が格納されており、管理人によって住人から負け犬オーラを集めて巨大化し、さらにクロミとバクを除く住人を謎の培養液に入れ成長を続け、最終的にはクロミのムカムカ玉がコンプリートされたティアラとすべての黒音符が集結し、ダークパワーの精が復活した。